# Руда-Креховская
Руда-Креховская (укр. Руда-Крехівська) — село в Жолковской городской общине Львовского района Львовской области Украины.
Население по переписи 2001 года составляло 274 человека. Занимает площадь 7,53 км². Почтовый индекс — 80352. Телефонный код — 3252.